# Llac Lovozero
El llac Lovozero (rus: Ловозеро; sami skolt: Luujäuʹrr; finès: Luujärvi; sami septentrional: Lujávri) és un llac que es troba a la Península de Kola, a l'óblast de Murmansk, a Rússia.

## Geografia
Les seves aigües discorren cap al costaner riu Voronia, que desemboca al Mar de Barentsz. Té una superfície de 200 km², la seva profunditat mitjana és de 5,7 m, i la seva profunditat màxima de 35 m. Les fluctuacions anuals no excedeixen d'1 m, i la durada mitjana de renovació de l'aigua és del voltant de deu mesos. El llac té una costa molt agitada i nombroses illes i penínsules. La regió muntanyenca que voreja el llac es diu la tundra de Lovozero.
L'any 1970, es van construir dues plantes hidroelèctriques en el riu Voronia, a Serebriansk, a uns 100 km riu avall del llac. La presa crea un embassament en el riu, la superfície del qual es troba en el mateix nivell que el llac Lovozero, donant com a resultat la transformació de les dues masses d'aigua en una sola.